# Rodrigo Costa Felix
Rodrigo Costa Félix es uno de los fadistas precursores del nuevo fado, y uno de los herederos de la tradición masculina del fado de Lisboa. Es fadista profesional desde los 17 años, y ha mantenido una carrera artística multifacética, actuando ya sea en casas de fado, ya sea en conciertos en Portugal y en el extranjero, participando también en programas de TV y documentales, como así también en proyectos discográficos.
Algunos ejemplos de sus actuaciones son los espectáculos de homenaje a Amália Rodrigues en Lisboa, Oporto, Café Luso y en el Panteón Nacional; en el espectáculo “Sol y Luna, - Flamenco y Fado”, de la Compañía de Danza del siglo XXI - Madrid, con el cual hizo tournées por Europa en 2000 y 2001. En el espectáculo del guitarrista Mário Pacheco "A Música e a Guitarra", en el Palácio de Queluz, en 2005, donde cantó junto a Mariza, Camané y Ana Sofia Varela, del cual resultó la grabación del CD+DVD editado a nivel mundial por la WorldConnection).

## Discografía
- Fados D'Alma (CD, 2008)
- Fados de Amor (CD, Farol Música, 2012)